# Калцијум-флуорид
Калцијум-флуорид је неорганско хемијско једињење хемијске формуле CaF2.

## Налажење у природи
Ово је чест минерал у природи, који се понекад јавља у виду кристала утиснутих у кречњак. Тада је или безбојан или обојен због примеса, односно металних оксида, попут плавог флуорита („blue-john“).

## Физичка и хемијска својства
Овај нерастворљиви минерал има кубичну структуру где је сваки јон флуора окружен са четири калцијумова јона.. На температури од 1360 °C топи се и прелази у мутну сивкастобелу супстанцу.

## Примена
Има вишеструку примену; топитељ је у металургији, у производњи стакла, емајла и глазура, а и главни је извор за добијање флуорових једињења. Такође, обојени варијетети се користе као украсно камење за накит. По подацима из деведесетих, годишње се произведе око 5 милиона тона.